# Colin Mochrie

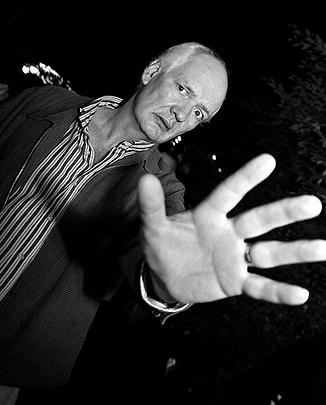
Colin Mochrie

Colin Andrew Mochrie (* 30. November 1957 in Kilmarnock) ist ein kanadischer Schauspieler schottischen Ursprungs. Er gilt als Ikone auf dem Gebiet der Improvisationscomedy.

## Leben
Mochrie zog mit seiner Familie 1964 nach Kanada. Dort war er Mitglied der 1973 in Toronto gegründeten Improvisationscomedy-Show The Second City Television, für die er auch als Co-Autor tätig war. Damit gelang ihm der landesweite Durchbruch.
Nach neun erfolgreichen Jahren als Stammgast in der britischen Fernsehshow Whose Line Is It Anyway? wurde er Stammgast in der US-amerikanischen Version der Sendung auf ABC. Zur gleichen Zeit wurde er auch Mitglied der kanadischen Comedyserien Blackfly und Supertown Challenge.

## Filmografie (Auswahl)
- 1989: Die Campbells (The Campbells, Fernsehserie, 1 Folge)
- 1989: Im Zeichen der Jungfrau (The January Man)
- 1995: Kung Fu – Im Zeichen des Drachen (Kung Fu – The Legend Continues, Fernsehserie, 1 Folge)
- 1996: Der Untergang der Cosa Nostra (Gotti)
- 1997: Echt Blond (The Real Blonde)
- 2000: Lucky Numbers
- 2000: Outer Limits – Die unbekannte Dimension (The Outer Limits, Fernsehserie, 1 Folge)
- 2002: The Tuxedo – Gefahr im Anzug (The Tuxedo)
- 2007, 2012: Unsere kleine Moschee (Little Mosque on the Prairie, Fernsehserie, 2 Folgen)
- 2008: Kit Kittredge: An American Girl
- 2008: Inconceivable
- 2010: Degrassi: The Next Generation (Fernsehserie, 1 Folge)
- 2010, 2012: Highschool Halleluja (Wingin’ it, Fernsehserie, 2 Folgen)
- 2013: Call Me Fitz (Fernsehserie, 2 Folgen)
- 2014: Beethoven und der Piratenschatz (Beethoven’s Treasure Tail)
- 2017–2021: Murdoch Mysteries (Fernsehserie, 4 Folgen)
- 2019: Astronaut
- 2019: Carter (Fernsehserie, 1 Folge)
- 2019: Private Eyes (Fernsehserie, 1 Folge)
- 2020: Thomas, die fantastische Lokomotive (Thomas and the Magic Railroad)
- 2020: Workin’ Moms (Fernsehserie, 1 Folge)